# Sokol (berg i Tjeckien, Plzeň)
Sokol är ett berg i Tjeckien.   Det ligger i regionen Plzeň, i den sydvästra delen av landet, 130 km sydväst om huvudstaden Prag. Toppen på Sokol är 1 253 meter över havet, eller 154 meter över den omgivande terrängen. Bredden vid basen är 2,9 km. Sokol ingår i Šumava.
Terrängen runt Sokol är huvudsakligen lite kuperad. Runt Sokol är det ganska tätbefolkat, med 83 invånare per kvadratkilometer. Närmaste större samhälle är Vimperk, 18,0 km öster om Sokol. I omgivningarna runt Sokol växer i huvudsak barrskog.